# Línea 10 (Metro de Madrid)
La línea 10 del Metro de Madrid recorre su área metropolitana de norte (San Sebastián de los Reyes) a suroeste (Alcorcón), siendo la única que tiene ambas cabeceras fuera del término municipal de la capital. Es la tercera línea por número de estaciones (tras la línea 1 y la 5), contando con 31 (igual que la línea 7), con andenes de 115 metros entre Tres Olivos y Puerta del Sur y de 90 m entre Montecarmelo y Hospital Infanta Sofía; y es también la tercera por longitud (tras la línea 12 y la 9), con 36,514 km de vías en túnel de gálibo ancho.
La línea está dividida para su explotación comercial en dos tramos independientes en la estación de Tres Olivos, donde existe un andén central en el que es preciso cambiar de tren. El paso de la zona "central" de la línea hacia el "ámbito Metronorte" es directo, sin introducir billete, pero se necesita el título de transporte correspondiente para salir por los torniquetes de las estaciones comprendidas entre La Granja y Hospital Infanta Sofía. En sentido contrario el paso requiere introducir un billete válido para Metro de Madrid en Tres Olivos. También es necesario poseer un título de transporte adecuado para salir por los torniquetes de Joaquín Vilumbrales y Puerta del Sur.

## Historia
La línea se inauguró el 4 de febrero de 1961, con un trazado que actualmente corresponde a lo que es hoy día el tramo entre las estaciones de Plaza de España y Casa de Campo (sin esta última estación, que data de 2002 ni la de Príncipe Pío, de 1996); y al tramo entre las estaciones de Casa de Campo y Carabanchel, que, perteneciente en origen a la línea 10, ha quedado incorporado a la línea 5. En un primer momento era la única línea que operaba una compañía distinta a Metro, puesto que había sido construida y gestionada por el Estado, llamada "Sociedad Nacional de Ferrocarril Suburbano de Carabanchel", o simplemente Suburbano.
En 1976, las cabeceras del Suburbano y de la línea 5 fueron trasladadas a la estación de Aluche, con motivo de la inauguración de la línea Aluche-Móstoles.
En 1981, se prolongó la línea de Plaza de España hasta Alonso Martínez. En este momento, fue absorbida por la red de Metro con la numeración 10.
En 1996, coincidiendo con la inauguración en 1995 del tramo de cierre a línea circular de la línea 6 se añadió al recorrido la nueva estación de Príncipe Pío, iniciando con esta actuación el proceso de recuperación que la antigua estación del Norte ha venido viviendo, y que hoy día la convierte en uno de los puntos neurálgicos del transporte público de la región y la capital. 
El 22 de enero de 1998 se produce la prolongación de la línea desde Alonso Martínez a Nuevos Ministerios, continuando desde ésta a la de Fuencarral con la integración de la hasta entonces línea 8 en su trayecto, dejando esta numeración libre para la nueva línea al aeropuerto que se abriría solo unos meses después. Esto hizo que durante casi 6 meses no existiera en la red ninguna línea 8.
La línea 10 estuvo cerrada durante un tiempo para hacer obras de adaptación de gálibo ancho. Funcionó hasta 2001 o 2002 con trenes de la serie 2000 (gálibo estrecho). En 2002, la serie 2000 fue sustituida por la nueva serie 7000.
En octubre de 2002, el tramo entre Aluche y Casa de Campo, es incorporado a la línea 5, trasladando la cabecera a la estación de Colonia Jardín, ya dejando preparada la conexión con MetroSur.
En abril de 2003 la línea fue, tras la 9, la segunda en rebasar el término municipal de Madrid, con la apertura de MetroSur. En Alcorcón enlazaría, en su nueva cabecera de Puerta del Sur, con la nueva línea 12. 
El 22 de diciembre de 2006 se añadió la nueva estación de Aviación Española entre Cuatro Vientos y Colonia Jardín para dar servicio (junto a otra probable estación entre esta y la de Colonia Jardín) a la futura Operación Campamento. Para poder construir esta estación, fue necesario cortar el servicio en verano de 2006 entre estas dos estaciones.
El 26 de abril de 2007 se abrió al público la prolongación hacia el norte (MetroNorte), consistente en la nueva estación de Tres Olivos y el tramo que va desde esta parada hasta Alcobendas y San Sebastián de los Reyes, y que contó para su construcción con un presupuesto de 784,5 millones de euros. En un principio MetroNorte se iba a llamar línea 14, la cual iba a iniciar recorrido en la estación de Chamartín e iba a tener un color aguamarina. Finalmente se descartó dicha línea y se amplió la línea 10 hacia el norte, aunque en varias estaciones de MetroNorte son visibles cinta de color aguamarina, la que correspondería a la línea 14, debajo de las cintas azules de la línea 10.
Desde el 28 de junio de 2014 hasta el 1 de septiembre de 2014 se realizaron trabajos de mejora entre las estaciones de Colonia Jardín y Puerta del Sur, permaneciendo cerradas las estaciones de Aviación Española, Cuatro Vientos, Joaquín Vilumbrales y Puerta del Sur (solo línea 10) durante ese periodo. Los trabajos consistieron en la sustitución de tacos, inyecciones, pantallas transversales y ensanche de canal de entrevías, con un presupuesto de 12,5 millones de euros. Las mejoras permitirán a los trenes circular a más de 70 kilómetros por hora frente a los 30 kilómetros con los que circulaban antes de los trabajos.
Desde el 8 de agosto hasta el 21 de agosto de 2015, Metro de Madrid volvió a realizar trabajos de mejora como continuación de las obras realizadas durante el verano de 2014 entre las estaciones de Plaza de España y Batán para reforzar el túnel, obligando a la supresión del servicio en las estaciones de Plaza de España (solo línea 10), Príncipe Pío (solo línea 10) y Lago. Los trabajos realizados iban encaminados a la renovación y refuerzo del túnel, así como para intensificar las labores de mantenimiento en vía. La finalización de las obras estaba prevista para finales del mes de agosto, sin embargo esta fecha se adelantó hasta el 21 de agosto de 2015 debido a su buena marcha.
El 26 de julio de 2019, durante las reformas de modernización de la estación de Tribunal, una placa con amianto fue encontrada en un pasillo que lleva a los andenes de la línea 10, por lo que se cerraron los andenes de la línea. Así, los trenes seguían su camino entre Plaza de España y Alonso Martínez sin parar. Tras retirar el material tóxico, se reanudó el servicio en la estación el día 28 desde el inicio del servicio.
Del 10 al 18 de agosto de 2024, el tramo Fuencarral-Chamartín cerró por las obras de accesibilidad en la estación de Begoña. Existió un servicio sustitutivo de autobús con parada en las estaciones afectadas, sin coste para los usuarios de Metro.

### Material móvil
Desde la apertura de la línea hasta 1992, el servicio fue prestado exclusivamente por trenes de la serie 300, inexistentes a día de hoy. Desde 1992 hasta 1997 operaron los serie 300 y los serie 2000A juntos, hasta la apertura de la variante de Príncipe Pio ese mismo año, donde la línea se volvió dominio exclusivo de los 2000A. Se empezaron a usar también 2000B cuando estos se entregaron. En el año 2002, la línea entera se reformó para gálibo ancho, y los 2000 se retiraron de la línea y se trasladaron a la 5, que asimismo había recibido los serie 300 años antes, llevando a su definitiva retirada. Metro de Madrid contaba con la idea de adquirir trenes de la serie 7000. Sin embargo, debido a un retraso en la entrega de esas unidades, se cubrió temporalmente la línea con trenes de la serie 8000 en mando múltiple. Finalmente, se adquirieron trenes de la serie 7000 para cubrir el servicio.
Años más tarde se unirán algunos trenes de las series 9000 y 9400, las cuales circulaban junto a los 7000. En el año 2015, la serie 9400 fue retirada de la línea 10 para que prestasen servicio en la línea 9. La serie 9000 siguió circulando pero con menos frecuencia, ya que varias de las unidades serían pasadas a la línea 7. En el año 2018, la serie 8000 (en mando múltiple) regresó a la línea 10 definitivamente. Hasta ese momento, solo se utilizaban en la línea 10 excepcionalmente para hacer refuerzos o en sustitución de algún tren averiado, pero solo temporalmente. En 2019, circularon algunos trenes de la serie 9400 en sustitución de algunos trenes de la serie 7000, sin embargo estas no tardaron mucho en prestar servicio, volviendo a retirar los trenes de la serie 9400 a la línea 9, su línea original. 
A partir de febrero de 2021, varios trenes de la serie 8000 1.ª y 8000 2.ª procedentes de la línea 12 comenzaron a circular por la zona de MetroNorte, llevándose los 9700 que circulaban hasta entonces a la línea 12.  
El 30 de septiembre de 2024 dejaron de circular trenes de la serie 8000 1.ª en doble, y para sustituir su hueco se amplió el número de trenes serie 9000 usados desde la línea 7, además de usar un 7400 de la línea 9. Desde el 15 de enero de 2025 algunos refuerzos empezaron a operarse con trenes 9700 originarios de la línea 12 pero en doble composición, marcando el retorno de esta subserie a la línea 10, después de tres años de ausencia, pero no al Metronorte sino a cubrir los huecos que dejaron los 8000 1.ª en doble retirados de la línea, y no mucho después, empezaron a circular las subseries 7400 y 9400 procedentes de la 9 de nuevo para ampliar servicios durante el soterramiento de la A-5.

## Recorrido

Recorrido de la línea.

La línea 10 ejerce una función principalmente vertebradora que permite rápidas conexiones entre todas las líneas del sistema (excepto la línea 11), descongestionando a la línea 1 por el norte y a la 5 en el sur, al ser la versión rápida de estas. Su recorrido comienza en Alcorcón, desde donde se dirige al noreste, paralela a la A-5 hasta Príncipe Pío. Sigue a continuación por el distrito Centro de la capital a gran profundidad, saliendo de él por la calle Almagro, y tras recorrer esta y Miguel Ángel se incorpora al Paseo de la Castellana, desde donde se dirige por el norte hasta el distrito de Fuencarral-El Pardo (en donde se debe cambiar de tren, en la estación de Tres Olivos) y los nuevos PAU del norte de la capital. Proseguirá recorrido hacia Alcobendas y San Sebastián de los Reyes, donde acabará su recorrido a la altura del hospital. Conecta con:
- Línea 1 en las estaciones Chamartín, Plaza de Castilla y Tribunal.
- Línea 2 en la estación Plaza de España (conectada con la estación de Noviciado).
- Línea 3 en la estación Plaza de España.
- Línea 4 en la estación Alonso Martínez.
- Línea 5 en las estaciones Alonso Martínez y Casa de Campo.
- Línea 6 en las estaciones Nuevos Ministerios y Príncipe Pío.
- Línea 7 en la estación Gregorio Marañón.
- Línea 8 en la estación Nuevos Ministerios.
- Línea 9 en la estación Plaza de Castilla.
- Línea 12 en la estación Puerta del Sur.
- Ramal en la estación Príncipe Pío.
- Línea ML1 en la estación Las Tablas.
- Líneas ML2 y ML3 de Metro Ligero en la estación Colonia Jardín.
- Cercanías Renfe Madrid en las estaciones Chamartín, Nuevos Ministerios, Príncipe Pío y Cuatro Vientos.
- Autobuses interurbanos del corredor 1 en las estaciones Plaza de Castilla, Chamartín, Begoña, Las Tablas y todas las estaciones entre La Moraleja y Hospital Infanta Sofía, del corredor 5 en la estación Príncipe Pío y todas las estaciones entre Colonia Jardín y Puerta del Sur, del corredor 4 en la estación Puerta del Sur y del corredor 7 en las estaciones Plaza de Castilla y Begoña.

## Estaciones
| Estación                 | Acc. | Enlaces                                        | Apertura                | Distrito/Municipio         | Esquema de vías | Notas |
| ------------------------ | ---- | ---------------------------------------------- | ----------------------- | -------------------------- | --------------- | --- |
| Puerta del Sur           |      |                                                | 11 de abril de 2003     | Alcorcón                   |                 | |
| Joaquín Vilumbrales      |      |                                                | 11 de abril de 2003     | Alcorcón                   |                 | |
| Cuatro Vientos           |      |                                                | 11 de abril de 2003     | Latina                     |                 | |
| Aviación Española        |      |                                                | 22 de diciembre de 2006 | Latina                     |                 | |
| Colonia Jardín           |      |                                                | 22 de octubre de 2002   | Latina                     |                 | |
| Casa de Campo            |      |                                                | 22 de octubre de 2002   | Latina y Moncloa-Aravaca   |                 | Las vías de la línea 10 se sitúan alrededor de la de la línea 5                                                                        |
| Batán                    |      |                                                | 4 de febrero de 1961    | Latina y Moncloa-Aravaca   |                 | Originalmente parte del F.C. Suburbano de Carabanchel a Chamartín de la Rosa                                                           |
| Lago                     |      |                                                | 4 de febrero de 1961    | Moncloa-Aravaca            |                 | Originalmente parte del F.C. Suburbano de Carabanchel a Chamartín de la Rosa                                                           |
| Príncipe Pío             |      |                                                | 26 de diciembre de 1996 | Moncloa-Aravaca            |                 | Anteriormente Estación del Norte (1925-1995) Las vías de la línea 10 se sitúan alrededor de las de la línea 6                          |
| Plaza de España          |      |                                                | 4 de febrero de 1961    | Centro                     |                 | Originalmente parte del F.C. Suburbano de Carabanchel a Chamartín de la Rosa Enlace subterráneo con la estación de Noviciado (línea 2) |
| Tribunal                 |      |                                                | 18 de diciembre de 1981 | Centro                     |                 | |
| Alonso Martínez          |      |                                                | 18 de diciembre de 1981 | Centro                     |                 | |
| Gregorio Marañón         |      |                                                | 22 de enero de 1998     | Chamartín                  |                 | |
| Nuevos Ministerios       |      |                                                | 10 de junio de 1982     | Chamartín                  |                 | Originalmente parte de la antigua línea 8                                                                                              |
| Santiago Bernabéu        |      |                                                | 10 de junio de 1982     | Chamartín                  |                 | Anteriormente Lima (1982-1997) Originalmente parte de la antigua línea 8                                                               |
| Cuzco                    |      |                                                | 10 de junio de 1982     | Chamartín                  |                 | Originalmente parte de la antigua línea 8                                                                                              |
| Plaza de Castilla        |      |                                                | 10 de junio de 1982     | Chamartín                  |                 | Originalmente parte de la antigua línea 8                                                                                              |
| Chamartín                |      | AVE, Larga Distancia y Media Distancia (Renfe) | 10 de junio de 1982     | Chamartín                  |                 | Originalmente parte de la antigua línea 8                                                                                              |
| Begoña                   |      |                                                | 10 de junio de 1982     | Fuencarral-El Pardo        |                 | Originalmente parte de la antigua línea 8                                                                                              |
| Fuencarral               |      |                                                | 10 de junio de 1982     | Fuencarral-El Pardo        |                 | Originalmente parte de la antigua línea 8                                                                                              |
| Tres Olivos              |      |                                                | 26 de abril de 2007     | Fuencarral-El Pardo        |                 | Cambio de tren |
| Montecarmelo             |      |                                                | 26 de abril de 2007     | Fuencarral-El Pardo        |                 | |
| Las Tablas               |      |                                                | 26 de abril de 2007     | Fuencarral-El Pardo        |                 | |
| Ronda de la Comunicación |      |                                                | 26 de abril de 2007     | Fuencarral-El Pardo        |                 | |
| La Granja                |      |                                                | 26 de abril de 2007     | Alcobendas                 |                 | |
| La Moraleja              |      |                                                | 26 de abril de 2007     | Alcobendas                 |                 | |
| Marqués de la Valdavia   |      |                                                | 26 de abril de 2007     | Alcobendas                 |                 | |
| Manuel de Falla          |      |                                                | 26 de abril de 2007     | Alcobendas                 |                 | |
| Baunatal                 |      |                                                | 26 de abril de 2007     | San Sebastián de los Reyes |                 | |
| Reyes Católicos          |      |                                                | 26 de abril de 2007     | San Sebastián de los Reyes |                 | |
| Hospital Infanta Sofía   |      |                                                | 26 de abril de 2007     | San Sebastián de los Reyes |                 | Anteriormente Hospital del Norte (2007-2008)                                                                                           |

## Futuro
En principio se anunció, junto al resto de actuaciones que se llevaron a cabo en la legislatura 2003-2007, la prolongación de la línea 10 cruzando el centro y sur de Alcorcón, con dos nuevas estaciones más, y entrando en Móstoles por el sureste (Villafontana), con una probable conexión con la estación de Pradillo o con la de Móstoles Central. Por otro lado, entre las estaciones de Aviación Española y Colonia Jardín hay un terreno reservado para la construcción de una futura estación, según el desarrollo urbanístico en la zona (en este caso, el de la Operación Campamento), aún sin nombre oficial asignado. Ninguna de estas actuaciones tiene confirmación oficial para construirse.
En cuanto a su extremo norte, llegó a proyectarse desdoblar la línea en Chamartín, llevándola hacia los nuevos desarrollos urbanísticos de la Operación Chamartín, donde acabaría la línea. El tramo de Chamartín a Hospital Infanta Sofía se hubiera configurado como una nueva línea.